# Niedere Börde
Niedere Börde è un comune tedesco di 6 979 abitanti situato nel land della Sassonia-Anhalt.